# Élections générales espagnoles d'avril 2019
Pour les articles homonymes, voir élections générales espagnoles de 2019.
Les élections générales espagnoles d'avril 2019 (en espagnol : Elecciones generales de España de abril de 2019, désignées sous le numéronyme 28-A) se tiennent le dimanche 28 avril 2019 afin d'élire les 350 députés et 208 des 266 sénateurs de la XIIIe législature des Cortes Generales. Les élections régionales valenciennes ont lieu le même jour.
Ce scrutin est convoqué par le président du gouvernement socialiste Pedro Sánchez huit mois après son arrivée au pouvoir, consécutive à l'adoption d'une motion de censure. Initialement prévues pour juillet 2020, ces élections ont lieu de manière anticipée quinze mois avant le terme naturel de la XIIe législature, à la suite du rejet par le Congrès des députés du projet de loi de finances pour l'année 2019.
En nette progression, le Parti socialiste arrive en tête des suffrages au Congrès des députés, où il obtient une majorité relative des sièges, ainsi qu'au Sénat, où il décroche la majorité absolue. Le Parti populaire, en tête du précédent scrutin, est en fort recul et perd la moitié de ses sièges. Il est talonné par Ciudadanos, qui devient la troisième force politique du pays au détriment d'Unidas Podemos, en recul. Vox est considéré comme le second vainqueur de ces élections, le parti faisant son entrée au Congrès et devenant la cinquième force politique du pays. C'est la première fois depuis la fin du régime de Francisco Franco en 1975 que l'extrême-droite entre au Parlement espagnol.
Aucune force politique n'ayant conquis la majorité absolue au Congrès, la formation d'un gouvernement minoritaire ou de coalition est nécessaire pour constituer le nouvel exécutif. Après l'échec de Pedro Sánchez à obtenir l'investiture du Congrès en juillet 2019, le roi renonce en septembre à proposer un autre candidat, amenant à une répétition du scrutin en novembre.

## Contexte

### Absence de majorité post électorale

Au sein du Congrès des députés, aucune majorité ne se dégage nettement.

Lors des élections générales anticipées du 26 juin 2016, le Parti populaire (PP) de Mariano Rajoy s'impose avec 137 députés. Il est suivi par le Parti socialiste ouvrier espagnol (PSOE) (85 députés) de Pedro Sánchez, la coalition Unidos Podemos de Pablo Iglesias (71 députés) et Ciudadanos d'Albert Rivera (32 députés). Les 25 sièges restants reviennent aux partis nationalistes, principalement la Gauche républicaine de Catalogne (ERC), la Convergence démocratique de Catalogne (CDC) et le Parti nationaliste basque (EAJ/PNV).
Aucune majorité claire ne se dégage dans l'hémicycle de la chambre basse. Alors que les deux partis de la droite et du centre droit totalisent 169 parlementaires au Congrès, les deux formations de la gauche et du centre gauche rassemblent 156 sièges.
À l'ouverture de la XIIe législature le 19 juillet suivant, la députée de Pontevedra et ministre de l'Équipement Ana Pastor est élue présidente du Congrès des députés avec 169 voix, contre 155 au sortant socialiste Patxi López. En échange de son soutien à la candidate du PP, Ciudadanos obtient le poste de premier vice-président pour le député des Asturies Nacho Prendes. Les 25 élus nationalistes font eux le choix de l'abstention.

### Gouvernement de Mariano Rajoy

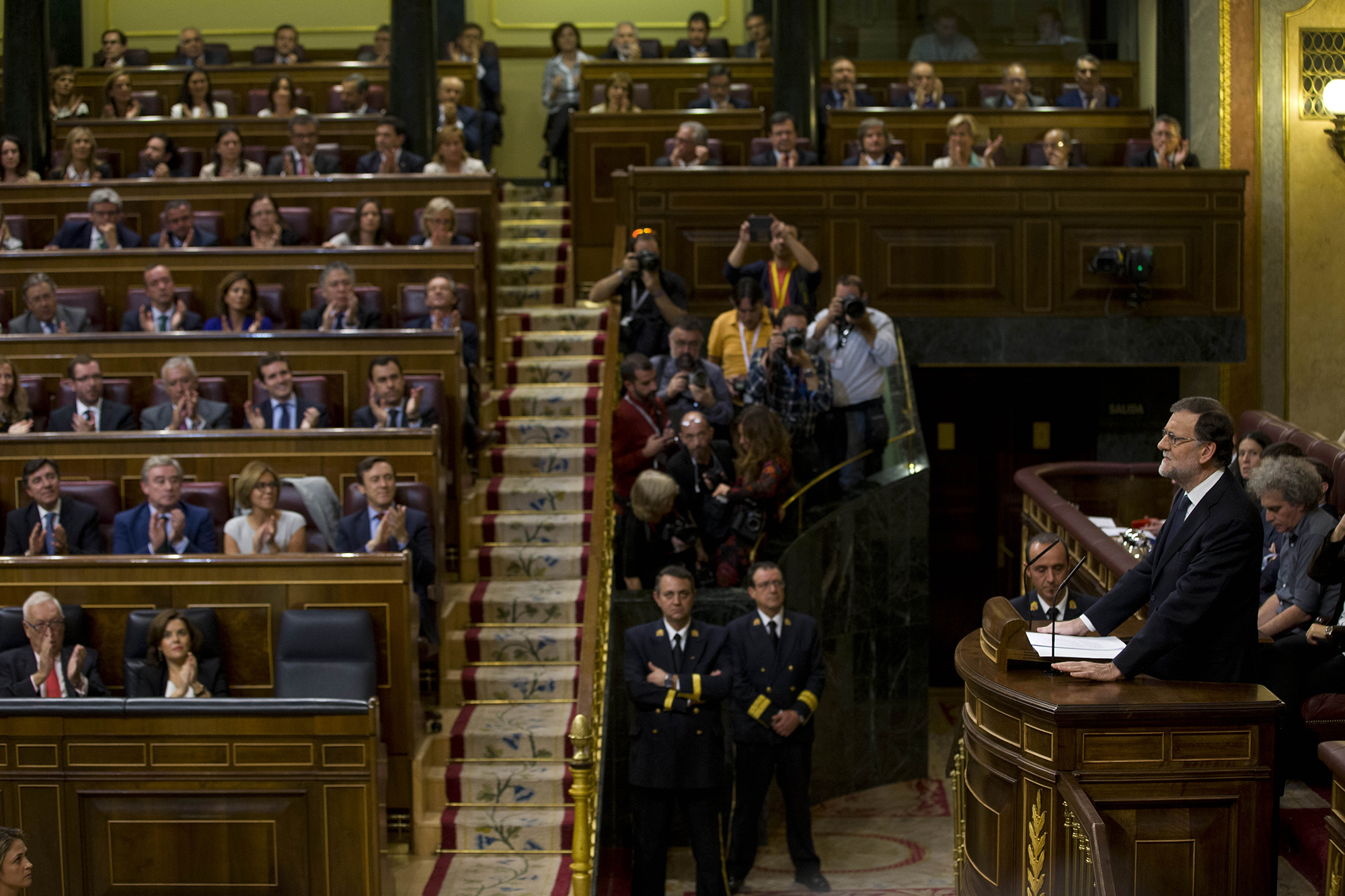
Après un premier échec, Mariano Rajoy est réinvesti président du gouvernement grâce à l'abstention du PSOE.

#### Rejet initial de l'investiture
Un mois après le scrutin, le roi Felipe VI propose la candidature de Rajoy, président du gouvernement sortant, à l'investiture du Congrès des députés. Le 28 août, le Parti populaire et Ciudadanos signent un accord d'investiture apportant le soutien du parti de Rivera à un nouveau mandat de Rajoy. Parmi les nombreuses mesures qu'il contient, ce pacte propose de revenir sur la réforme éducative adoptée lors de la législature précédente, la remise en place de l'accès universel à la santé, l'autorisation de la dation en paiement pour solder une hypothèque, un plan de lutte contre la pauvreté infantile, un pacte contre la violence de genre, la gratuité des manuels scolaires ou encore la révision de la loi de sécurité publique, dite « loi bâillon », autant de mesures défendues par le secrétaire général du Parti socialiste Pedro Sánchez lors de sa tentative ratée d'investiture en mars précédent et destinées à favoriser une abstention des députés socialistes.
Lors du premier tour de scrutin, organisé le 31 août au palais des Cortès, l'élection de Rajoy pour un second mandat est rejetée par 180 voix contre et 170 voix pour, le chef de l'exécutif sortant ayant bénéficié de l'appui de Ciudadanos et de la Coalition canarienne (CC). Lors de la répétition du vote 48 heures après, le résultat se révèle être identique et le Congrès refuse donc la candidature de Mariano Rajoy.

#### Maintien au pouvoir
Le 1er octobre, le secrétaire général du PSOE Pedro Sánchez est poussé à la démission par les cadres dirigeants du parti après avoir tenté de convoquer un congrès et s'être opposé à une abstention permettant à Rajoy d'être de nouveau investi. Trois semaines plus tard, la direction du parti approuve la proposition soutenue par la direction provisoire d'une abstention des députés socialistes afin de permettre le maintien du président sortant au pouvoir et d'éviter de nouvelles élections. Lors d'un nouveau vote d'investiture le 29 octobre, Mariano Rajoy est réélu à la présidence du gouvernement par 170 voix pour, 111 contre et 68 abstentions, même si 15 parlementaires socialistes rompent la discipline de vote et s'opposent à cette investiture.

#### Crise indépendantiste en Catalogne
Le président de la généralité de Catalogne, Carles Puigdemont, annonce le 9 juin 2017 son intention de convoquer un référendum d'indépendance le 1er octobre suivant. Le Parlement de Catalogne adopte trois mois plus tard la loi organisant la tenue du scrutin, aussitôt suspendue par le Tribunal constitutionnel, puis une loi de fondation de la République permettant d'engager la transition vers un État indépendant en cas de succès du référendum,. Bien qu'interdit et empêché par la Police nationale et la Garde civile, le scrutin est tout de même organisé : 43 % des électeurs inscrits y prennent part et votent à 90 % en faveur d'un État indépendant.
Le 10 octobre, Carles Puigdemont proclame l'indépendance de la Catalogne devant le Parlement, mais annonce en suspendre aussitôt l'application afin d'ouvrir une période de dialogue avec le gouvernement de Madrid. Le conseil des ministres approuve le lendemain l'envoi d'une mise en demeure aux autorités catalanes, premier pas vers la suspension de l'autonomie prévue par l'article 155 de la Constitution. À la demande de l'exécutif, le Sénat approuve le 27 octobre la mise en application de l'article 155 par 214 voix pour et 47 contre, moins d'une heure après que les députés catalans ont approuvé la déclaration d'indépendance au moyen d'une résolution. Mariano Rajoy décide un jour plus tard de destituer l'ensemble du gouvernement de Catalogne, dont les fonctions sont reprises temporairement par le gouvernement central, de dissoudre le Parlement et de convoquer des élections anticipées dès le 21 décembre.
Au soir du scrutin, Ciudadanos arrive en tête devant la coalition Ensemble pour la Catalogne (JxCat) de Carles Puigdemont, la Gauche républicaine, et le Parti des socialistes de Catalogne (PSC). Bien que la première place revienne à un parti unioniste, le mouvement indépendantiste s'impose dans son ensemble avec 70 députés sur 135. Le 10 mai 2018, après avoir dû renoncer à sa propre candidature, Carles Puigdemont indique que Quim Torra est son candidat à la présidence de la généralité. Quim Torra, indépendantiste convaincu, est investi à la tête du gouvernement catalan quatre jours plus tard, sans le soutien de la Candidature d'unité populaire (CUP), parti indépendantiste radical.

#### Motion de censure
Redevenu secrétaire général du Parti socialiste, Pedro Sánchez annonce le 25 mai 2018 avoir déposé une motion de censure à l'encontre de Rajoy, au lendemain de la condamnation du Parti populaire par l'Audience nationale pour « participation à titre lucratif » dans le cadre d'un important scandale de corruption, l'affaire Gürtel. Cette motion est adoptée le 1er juin par 180 voix pour, 169 voix contre et une abstention, devenant la première motion de censure approuvée depuis l'entrée en vigueur de la Constitution.

### Gouvernement de Pedro Sánchez

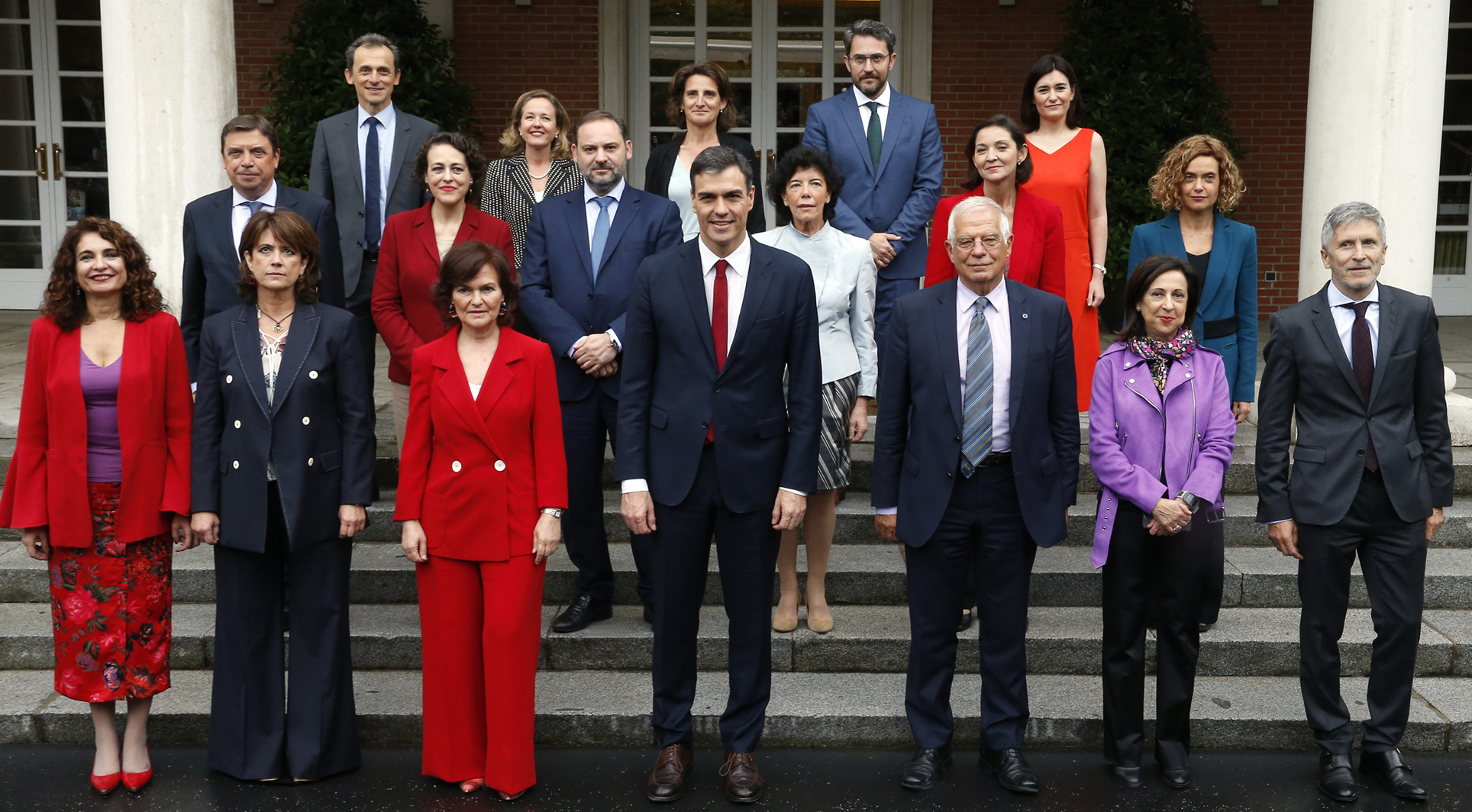
Pedro Sánchez forme en juin 2018 le gouvernement le plus féminisé du monde.

Pedro Sánchez forme une semaine plus tard le gouvernement le plus féminisé de l'histoire espagnole et du monde, avec 11 femmes parmi les 17 ministres, dont les ministères de la Défense, des Finances et de l'Économie.

#### Élections en Andalousie
Les élections des membres du Parlement de la communauté autonome d'Andalousie se tiennent le 2 décembre 2018, plusieurs mois avant celles de la plupart des autres communautés, prévues le même jour que les européennes de 2019. Ce premier scrutin depuis le vote de la motion de censure constituait un test électoral pour le Parti socialiste. Un résultat favorable aurait permis à Pedro Sánchez, en difficulté pour faire passer son budget, de convoquer des élections générales anticipées avec une bonne chance de remporter une majorité stable,.
Ces élections sont cependant un revers pour la gauche, qui plus est inattendu car n'ayant pas été perçu par les enquêtes d'opinion. Bien qu'arrivé en tête des voix, le Parti socialiste ouvrier espagnol d'Andalousie au pouvoir connait un fort recul, de même que le Parti populaire andalou et dans une moindre mesure Adelante Andalucía, tandis que Ciudadanos connait une forte hausse. Le scrutin est cependant surtout remarqué dans le pays et à l'étranger par la percée du parti Vox, qui fait son entrée au Parlement andalou et devient ainsi le premier parti d'extrême droite à obtenir des sièges dans un parlement espagnol depuis la transition démocratique. Aussitôt, le président du gouvernement indique son intention de se maintenir au pouvoir et sous-entend qu'il renonce dans l'immédiat à dissoudre les Cortes et organiser de nouvelles élections.
Les résultats aboutissent à la formation d'une coalition entre le Parti populaire et Ciudadanos avec le soutien de Vox, provoquant la première alternance dans la région depuis l'accession de l'Andalousie à l'autonomie en 1982, et augurant une possible reconfiguration des alliances politiques au niveau national.

#### Rejet du budget
Au lendemain de la manifestation organisée le 10 février 2019 sur la place Colomb à Madrid par le Parti populaire, Ciudadanos et Vox, la presse se fait l'écho de rumeurs selon lesquelles Pedro Sánchez aurait la volonté d'anticiper les élections générales et de convoquer un scrutin pour le renouvellement des Cortes le 14 avril. Cette date, qui correspond à la commémoration de la proclamation de la IIe République est également celle du premier week-end des vacances de la Semaine sainte, ce qui pourrait induire une plus faible mobilisation électorale. Les deux autres dates évoquées sont donc celles du 28 avril, premier dimanche qui suit cette période de congés, et le 26 mai, journée des élections municipales, régionales et européennes, ce qui en ferait un « super dimanche électoral » (superdomingo).
Le 13 février 2019, quelques jours après que le gouvernement a rompu tout dialogue avec les partis indépendantistes catalans, le Congrès des députés renvoie le projet de loi de finances pour 2019 au gouvernement par 191 voix contre 158 et une abstention : le gouvernement bénéficie seulement de l'appui d'Unidos Podemos et du Parti nationaliste basque. C'est la première fois depuis 1995, à l'époque où le socialiste Felipe González était au pouvoir, que le budget est rejeté par les députés. Quelques heures après, le secrétariat d'État à la Communication publie un communiqué déplorant que de nombreux projets de réforme, comme la révision de la loi de sécurité publique, l'autorisation de l'euthanasie ou la modification du vote des expatriés, qui n'ont rien à voir avec le projet de loi de finances, ne pourront être adoptées, confirmant implicitement la dissolution prochaine des deux assemblées parlementaires.

#### Convocation des élections
Pedro Sánchez annonce le 15 février, à la suite d'un conseil des ministres extraordinaire, son intention de demander au roi la dissolution des deux chambres des Cortes Generales et la convocation d'élections anticipées pour le 28 avril suivant. C'est alors la première fois depuis 1979 que les élections parlementaires se tiennent à peine un mois avant les élections municipales. La campagne et le scrutin se tiennent par ailleurs en plein procès des anciens dirigeants indépendantistes catalans, jugés pour leur rôle dans l'organisation du référendum d'indépendance du 1er octobre 2017. Il s'agit de la huitième dissolution anticipée des Cortes depuis l'entrée en vigueur de la Constitution en 1978.

## Mode de scrutin
L'Espagne dispose d'un parlement bicaméral, les Cortes Generales, composé d'une chambre basse, le Congrès des députés (Congreso de los Diputados), et d'une chambre haute, le Sénat (Senado). Les députés comme les sénateurs sont élus pour quatre ans. Le scrutin pour leur renouvellement se tient 54 jours après la publication du décret de convocation des électeurs au Bulletin officiel de l'État (BOE).

### Pour le Congrès des députés
Le Congrès des députés est composé de 350 sièges pourvus au scrutin proportionnel plurinominal à listes fermées dans 52 circonscriptions correspondant aux 50 provinces du pays ainsi qu'aux villes autonomes de Ceuta et de Melilla. Le nombre de députés qui leur est alloué est variable en fonction de leur population, avec néanmoins un minimum de deux sièges par province, à l'exception des villes autonomes qui n'ont chacune en tout qu'un seul siège et pour laquelle les élections se tiennent donc de facto au scrutin uninominal majoritaire à un tour.
Après décompte des voix, les sièges sont répartis selon la méthode d'Hondt dans chacune des circonscriptions. Ne peuvent prétendre à la répartition des sièges que les listes ayant franchi le seuil électoral de 3 % des suffrages exprimés. Dans la pratique, ce seuil se révèle plus élevé dans les circonscriptions ayant peu de sièges à pourvoir. Il est ainsi en réalité de 25 % dans les provinces ne comptant que trois sièges. Le vote blanc est reconnu et comptabilisé comme suffrage exprimé, ce qui élève légèrement le seuil réel par rapport à un système classique où ils ne sont pas reconnus.
| Circonscriptions                                                                      | Députés | Carte                       |
| ------------------------------------------------------------------------------------- | ------- | --------------------------- |
| Madrid ( 1)                                                                           | 37      | Carte des circonscriptions. |
| Barcelone ( 1)                                                                        | 32      | Carte des circonscriptions. |
| Valence ( 1)                                                                          | 15      | Carte des circonscriptions. |
| Alicante et Séville                                                                   | 12      | Carte des circonscriptions. |
| Málaga                                                                                | 11      | Carte des circonscriptions. |
| Murcie                                                                                | 10      | Carte des circonscriptions. |
| Cadix                                                                                 | 9       | Carte des circonscriptions. |
| Îles Baléares, La Corogne, Las Palmas et Biscaye                                      | 8       | Carte des circonscriptions. |
| Asturies ( 1), Grenade, Pontevedra, Santa Cruz de Tenerife et Saragosse               | 7       | Carte des circonscriptions. |
| Almería, Badajoz, Cordoue, Gérone, Guipuscoa, Tarragone et Tolède                     | 6       | Carte des circonscriptions. |
| Cantabrie, Castellón, Ciudad Real, Huelva, Jaén, Navarre et Valladolid                | 5       | Carte des circonscriptions. |
| Álava, Albacete, Burgos, Cáceres, León, Lérida, Lugo, Ourense, La Rioja et Salamanque | 4       | Carte des circonscriptions. |
| Ávila, Cuenca, Guadalajara, Huesca, Palencia, Ségovie, Teruel et Zamora               | 3       | Carte des circonscriptions. |
| Soria                                                                                 | 2       | Carte des circonscriptions. |
| Ceuta et Melilla                                                                      | 1       | Carte des circonscriptions. |

### Pour le Sénat
Le Sénat est composé de 266 sénateurs dont 208 élus au scrutin direct, les 58 restants étant élus par les parlements des 17 communautés autonomes.
Les sénateurs élus par la population le sont au scrutin majoritaire plurinominal dans 59 circonscriptions plurinominales correspondant aux provinces du pays et à Ceuta et Melilla, à l'exception des deux communautés autonomes archipélagiques. Les principales îles des archipels des Baléares et des Canaries sont en effet dotées de leurs propres circonscriptions. Il y a ainsi quatre sénateurs pour chacune des 47 provinces de la péninsule, trois sénateurs pour les îles de Grande Canarie, Majorque et Tenerife, deux sénateurs respectivement pour Ceuta et Melilla, et un sénateur pour les îles de Minorque, Fuerteventura, La Gomera, Ibiza-Formentera, El Hierro, Lanzarote, et La Palma.
Les assemblées législatives des communautés autonomes désignent aussi des sénateurs, à raison d'un de droit par communauté, plus un siège supplémentaire par tranche d'un million d'habitants. Le nombre est de ce fait variable en fonction de l'évolution démographique. Il était de 58 en décembre 2015. Ces élections indirectes ont lieu pour chaque assemblée communautaire peu après leurs renouvellements, et ne coïncident donc pas nécessairement avec les élections au scrutin populaire.

## Campagne

### Principales forces politiques
| Force politique | Force politique                                                                                     | Force politique                   | Chef de file                                     | Idéologie                                                                                 | Résultats en 2016                       |
| --------------- | --------------------------------------------------------------------------------------------------- | --------------------------------- | ------------------------------------------------ | ----------------------------------------------------------------------------------------- | --------------------------------------- |
|                 | Parti populaire (es) Partido Popular                                                                | PP                                | Pablo Casado Député d'Ávila                      | Centre droit à droite Libéral-conservatisme, démocratie chrétienne                        | 33 % des voix 137 députés 126 sénateurs |
|                 | Parti socialiste ouvrier espagnol (es) Partido Socialista Obrero Español                            | PSOE                              | Pedro Sánchez Président du gouvernement          | Centre gauche Social-démocratie, europhilie                                               | 22,6 % des voix 84 députés 42 sénateurs |
|                 | Unidas Podemos Unies nous pouvons                                                                   | Unidas Podemos Unies nous pouvons | Pablo Iglesias Député de Madrid                  | Gauche à extrême gauche Socialisme, populisme de gauche, altermondialisme, républicanisme | 21,2 % des voix 65 députés 15 sénateurs |
|                 | Ciudadanos Citoyens                                                                                 | Cs                                | Albert Rivera Député de Madrid                   | Centre droit à droite Libéralisme, social-libéralisme, unionisme                          | 13,1 % des voix 32 députés 0 sénateur   |
|                 | Gauche républicaine de Catalogne-Sobiranistes (ca) Esquerra Republicana de Catalunya - Sobiranistes | ERC                               | Oriol Junqueras Député au Parlement de Catalogne | Centre gauche à gauche Socialisme démocratique, indépendantisme, républicanisme           | 2,7 % des voix 9 députés 10 sénateurs   |
|                 | Junts Ensemble                                                                                      | Junts Ensemble                    | Jordi Sànchez Député au Parlement de Catalogne   | Centre à centre droit Libéralisme, indépendantisme, républicanisme                        | 2 % des voix 8 députés 2 sénateurs      |
|                 | Parti nationaliste basque (es) Partido Nacionalista Vasco (eu) Euzko Alderdi Jeltzalea              | EAJ/PNV                           | Aitor Esteban Député de Biscaye                  | Centre droit Nationalisme, démocratie chrétienne, régionalisme                            | 1,2 % des voix 5 députés 5 sénateurs    |
|                 | Vox                                                                                                 | Vox                               | Santiago Abascal                                 | Extrême droite Centralisme, nationalisme, populisme de droite                             | 0,2 % des voix 0 député 0 sénateur      |

### Sondages

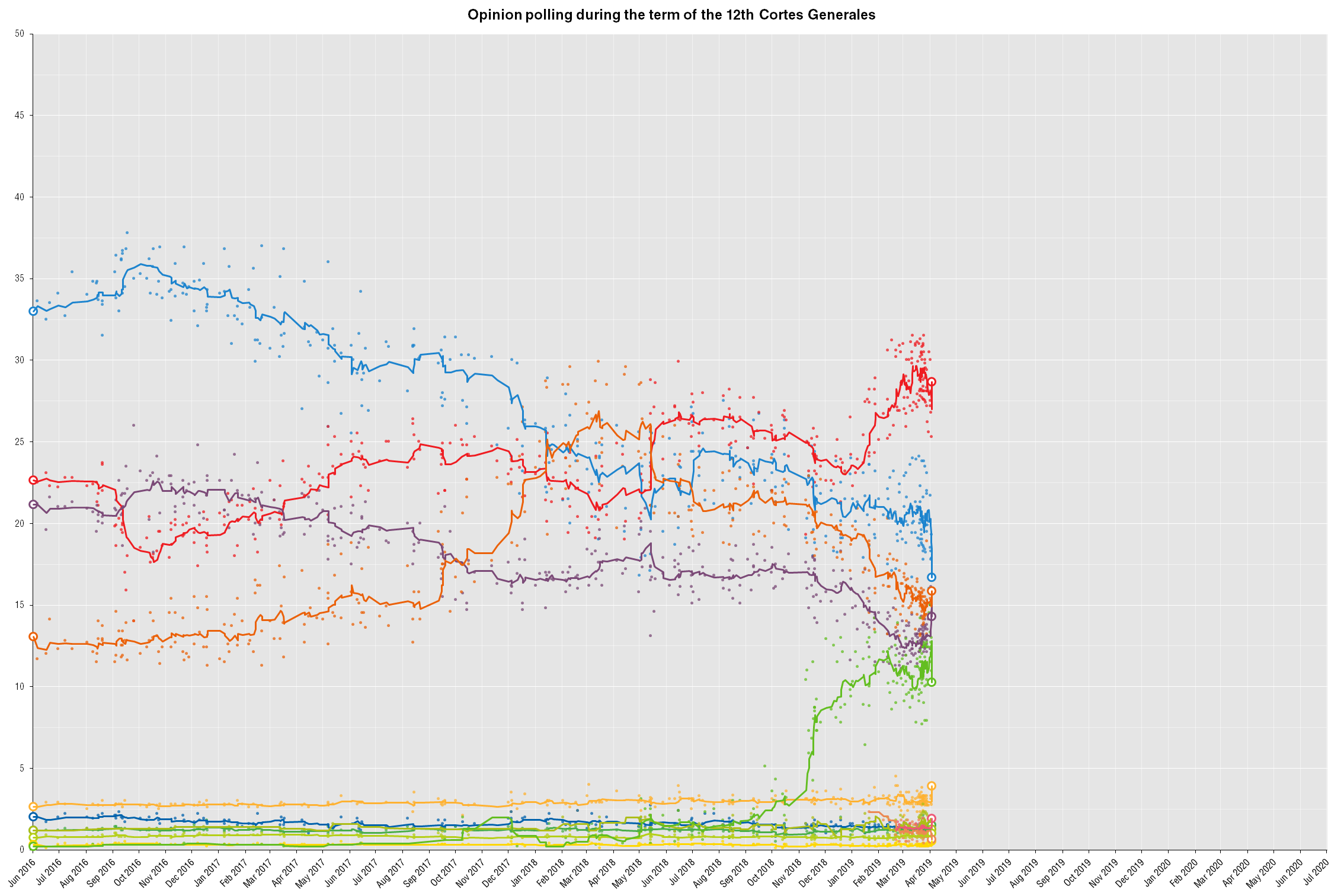
Graphique représentant les résultats des sondages depuis les élections générales de 2016.

- PP
- PSOE
- C's
- Podemos
- Vox
- ERC
- EH Bildu
- PNV
- PDeCAT
- PACMA

### Principaux événements

#### En février
Le 18 février 2019, la direction de Ciudadanos (Cs) adopte à l'unanimité la décision de ne pas s'associer avec le Parti socialiste ouvrier espagnol (PSOE) à l'issue des élections générales. Le secrétaire général de Cs, José Manuel Villegas, affirme que « Sánchez doit partir dans l'opposition [du fait] de ses alliances avec les indépendantistes », ajoutant que « aucun suffrage pour Ciudadanos ne va permettre que Sánchez soit président du gouvernement ». Le même jour, la direction de Podemos prend acte de l'impossibilité de rééditer deux alliances électorales qu'il avait menées en 2016, la candidature commune avec la Coalition Compromís dans la Communauté valencienne et celle avec En Marea en Galice, et de la seule reconduction d'En Comú Podem en Catalogne. Tant Compromís qu'En Marea poursuivent effectivement l'objectif de disposer de leur propre groupe parlementaire au Congrès des députés, ce que leur coalition avec Podemos empêchait sous les deux précédentes législatures.
Pedro Sánchez présente le 19 février le slogan de pré-campagne du PSOE : « L'Espagne que tu aimes » (La España que quieres). Alors que pour la première fois depuis les élections de 2008 les socialistes abordent un scrutin parlementaire en première position dans les sondages, le parti cherche à mobiliser au maximum l'électorat de gauche pour éviter que « l'alliance tripartite d'Andalousie » entre le Parti populaire, Ciudadanos et Vox ne parvienne au pouvoir. Le soir même lors de la séance des questions d'actualité au gouvernement au Sénat, le président du gouvernement met en évidence sa rupture avec les indépendantistes catalans : répondant au porte-parole de la Gauche républicaine de Catalogne Joaquim Ayats, il accuse les indépendantistes de « ne pas vouloir résoudre la crise mais d'en vivre ». La séance de questions organisée le lendemain au Congrès est l'occasion de nombreuses joutes oratoires : alors que le président du Parti populaire Pablo Casado dénonce que « jamais aucun gouvernement n'avait fait autant de mal à l'Espagne » et invite Pedro Sánchez à « empaqueter son matelas car il sera sorti du palais de la Moncloa dans deux mois », le chef de l'exécutif lui rétorque de n'avoir « que l'insulte et le mensonge comme projet politique ». Interrogé par le président de Ciudadanos Albert Rivera sur sa disponibilité à accorder une grâce aux chefs indépendantistes alors en plein procès, le président du gouvernement ne répond pas et l'accuse de « changer de veste » : faisant référence à la manifestation des partis de droite sur la place Colomb, il estime que « [Rivera a] rangé sa veste de libéral supposé pour en revêtir une autre, qui sent la naphtaline, celle de l'extrême droite ».
À l'occasion d'un meeting en plein air convoqué à Madrid le 23 février, la chef de l'opposition en Catalogne et porte-parole nationale de Ciudadanos Inés Arrimadas annonce son intention d'être tête de liste dans la circonscription électorale de Barcelone, confirmant qu'elle formera avec Rivera un tandem officieux pour mener la campagne du parti au niveau national.
Podemos et Izquierda Unida (Gauche unie) (IU) font savoir le 27 février qu'ils ont conclu un accord en vue de reconduire l'alliance nationale qu'ils avaient scellée trois ans plus tôt. La coalition prendra le nom de Unidas Podemos (en français : Unies, nous pouvons), le passage au féminin devant marquer l'engagement féministe particulier de cette force politique. Il est précisé à cette occasion que le coordonnateur général d'IU, Alberto Garzón, sera tête de liste dans la circonscription de Malaga, alors qu'il occupait la 5e position de la candidature madrilène en 2016.

#### En mars
Le Parti populaire signe au début du mois de mars des accords de coopération électorale avec le Forum des Asturies (FAC), comme en 2015 et 2016, et avec l'Union du peuple navarrais (UPN), son alliée en Navarre depuis plus de 25 ans,. Le conseil politique de l'UPN approuve le 11 mars suivant de forger une alliance avec Ciudadanos, qui prend le titre de « Navarra Suma » (en français : La Navarre rassemble). Bien que la liste de candidats comporte des candidats de l'UPN, du PP et de Cs, le président de l'Union du peuple navarrais précise que si son parti intègre bien des candidats du Parti populaire, cette coalition ne vaut qu'entre son parti et celui d'Albert Rivera.
La Gauche républicaine de Catalogne (ERC) indique le 8 mars qu'elle a investi son président Oriol Junqueras, en détention provisoire, jugé par le Tribunal suprême pour sa participation à l'organisation du référendum d'indépendance et déjà tête de liste aux élections européennes ; Gabriel Rufián, chef de file lors du scrutin précédent, est en deuxième position sur la liste. Deux jours plus tard, le conseil national du Parti démocrate européen catalan (PDeCAT) approuve la proposition de participer aux élections générales sous le sigle Junts per Catalunya (en français : Ensemble pour la Catalogne) (JxCAT) et désigne le président de l'Appel national pour la République (CNxR) Jordi Sànchez, dans la même situation judiciaire qu'Oriol Junqueras, pour mener la candidature dans la circonscription barcelonaise, devant la conseillère à la Culture de la généralité de Catalogne Laura Borràs. En reléguant les députés sortants Carles Campuzano et Jordi Xuclà, partisans d'un dialogue sans mettre l'autodétermination comme préalable, l'ancien président de la généralité Carles Puigdemont opte pour une stratégie visant à faire de l'indépendance catalane la condition sine qua non à toute négociation avec le gouvernement espagnol.
Le 11 mars, la Junte électorale centrale (JEC) rejette la requête déposée par le Parti populaire et Ciudadanos réclamant la suspension des conférences de presse organisées le vendredi à la suite du conseil des ministres hebdomadaires, considérant qu'elle ne constitue pas « une conduite interdite par la loi », qu'« aucune valorisation du bilan » ne s'y est produite, et qu'elle ne peut interdire des actes n'ayant pas encore eu lieu. Parallèlement, la JEC demande au président de la généralité de Catalogne Quim Torra de retirer les rubans jaunes (en espagnol : lazos amarillos ; en catalan : llaços grocs), symbole de soutien aux indépendantistes placés en détention préventive, et l'Estelada (drapeau de la Catalogne étoilé), symbole des partisans de l'indépendance, des édifices publics dans un délai de 48 heures car ils constituent « des symboles partisans utilisés par des formations électorales concourant aux élections ».
La formation écologiste Equo conclut le 13 mars un accord avec Unidas Podemos en vue s'associer à cette coalition, rééditant ainsi l'alliance nationale formée lors des élections du 26 juin 2016 avec Podemos et IU. La base militante approuve cette candidature commune le lendemain par 51 %, tandis que 44 % des votants s'y opposent, le taux de participation s'élevant à 26,5 %. À cette occasion, il est confirmé que Juan López de Uralde occupera de nouveau la tête de liste dans la circonscription d'Alava.

## Résultats

### Participation
| Horaire     | En 2016 | En 2019 | Différence |
| ----------- | ------- | ------- | ---------- |
| à 14 heures | 36,87 % | 41,49 % | 4,62       |
| à 18 heures | 51,21 % | 60,76 % | 9,55       |
| à 20 heures | 69,55 % | 75,76 % | 6,21       |
| Final       | 66,48 % | 71,76 % | 5,28       |

### Congrès des députés
|                                                |                                                                  |                                                                  |            |       |       |        |               |
| Parti ou coalition                             | Parti ou coalition                                               | Parti ou coalition                                               | Voix       | %     | +/-   | Sièges | +/-           |
|                                                |                                                                  | Parti socialiste ouvrier espagnol (PSOE)                         | 6 550 885  | 25,00 | 5,61  | 111    | 36            |
|                                                | Parti des socialistes de Catalogne (PSC)                         | 962 257                                                          | 3,67       | 1,34  | 12    | 5      |               |
| Total Parti socialiste ouvrier espagnol        | Total Parti socialiste ouvrier espagnol                          | 7 513 142                                                        | 28,67      | 6,04  | 123   | 39     |               |
|                                                |                                                                  | Parti populaire (PP)                                             | 4 261 473  | 16,26 | 14,39 | 65     | 61            |
|                                                | PP-Forum des Asturies (FAC)                                      | 112 180                                                          | 0,43       | 0,44  | 1     | 2      |               |
| Total Parti populaire                          | Total Parti populaire                                            | 4 373 653                                                        | 16,69      | 16,32 | 66    | 71     |               |
|                                                | Ciudadanos (Cs)                                                  | Ciudadanos (Cs)                                                  | 4 155 665  | 15,86 | 2,80  | 57     | 25            |
|                                                |                                                                  | Unidas Podemos                                                   | 2 897 419  | 11,06 | 1,45  | 33     | 17            |
|                                                | En Comú Podem-Guanyem el Canvi (ECP)                             | 615 665                                                          | 2,35       | 1,20  | 7     | 5      |               |
|                                                | En Común-Unidas Podemos (EC-UP)                                  | 238 601                                                          | 0,91       | 0,53  | 2     | 1      |               |
| Total coalitions et confluences Unidas Podemos | Total coalitions et confluences Unidas Podemos                   | 3 751 145                                                        | 14,32      | 6,83  | 42    | 23     |               |
|                                                | Vox                                                              | Vox                                                              | 2 688 092  | 10,26 | 10,06 | 24     | 24            |
|                                                | Gauche républicaine de Catalogne-Sobiranistes (ERC-Sobiranistes) | Gauche républicaine de Catalogne-Sobiranistes (ERC-Sobiranistes) | 1 024 628  | 3,91  | 1,28  | 15     | 6             |
|                                                | Junts                                                            | Junts                                                            | 500 787    | 1,91  | 0,10  | 7      | 1             |
|                                                | Parti nationaliste basque (EAJ/PNV)                              | Parti nationaliste basque (EAJ/PNV)                              | 395 884    | 1,51  | 0,32  | 6      | 1             |
|                                                | Parti animaliste contre la maltraitance animale (PACMA)          | Parti animaliste contre la maltraitance animale (PACMA)          | 328 299    | 1,25  | 0,06  | 0      | en stagnation |
|                                                | Euskal Herria Bildu (EH Bildu)                                   | Euskal Herria Bildu (EH Bildu)                                   | 259 647    | 0,99  | 0,22  | 4      | 2             |
|                                                | Coalition Compromís                                              | Coalition Compromís                                              | 173 821    | 0,66  | N/A   | 1      | 3             |
|                                                | Coalition canarienne-Parti nationaliste canarien (CC–PNC)        | Coalition canarienne-Parti nationaliste canarien (CC–PNC)        | 137 664    | 0,53  | 0,20  | 2      | 1             |
|                                                | Front Republicain (FR)                                           | Front Republicain (FR)                                           | 113 807    | 0,43  | Nv.   | 0      | en stagnation |
|                                                | Navarra Suma (NA+)                                               | Navarra Suma (NA+)                                               | 107 619    | 0,41  | 0,03  | 2      | en stagnation |
|                                                | Bloc nationaliste galicien-Nós (BNG-Nós)                         | Bloc nationaliste galicien-Nós (BNG-Nós)                         | 94 443     | 0,36  | 0,17  | 0      | en stagnation |
|                                                | Parti régionaliste de Cantabrie (PRC)                            | Parti régionaliste de Cantabrie (PRC)                            | 52 266     | 0,20  | Abs.  | 1      | 1             |
|                                                | Recortes Cero-Grupo Verde (Recortes Cero–GV)                     | Recortes Cero-Grupo Verde (Recortes Cero–GV)                     | 47 363     | 0,18  | 0,04  | 0      | en stagnation |
|                                                | Nouvelles Canaries (NCa)                                         | Nouvelles Canaries (NCa)                                         | 36 225     | 0,14  | N/A   | 0      | 1             |
|                                                | Actúa                                                            | Actúa                                                            | 30 236     | 0,12  | Nv.   | 0      | en stagnation |
|                                                | Voix progressistes (Ara–Més–esquerra)                            | Voix progressistes (Ara–Més–esquerra)                            | 25 191     | 0,10  | Nv.   | 0      | en stagnation |
|                                                | Geroa Bai                                                        | Geroa Bai                                                        | 22 309     | 0,09  | 0,03  | 0      | en stagnation |
|                                                | Por un Mundo más Justo (PUM+J)                                   | Por un Mundo más Justo (PUM+J)                                   | 21 863     | 0,08  | Abs.  | 0      | en stagnation |
|                                                | En Marea                                                         | En Marea                                                         | 17 899     | 0,07  | Nv.   | 0      | 2             |
|                                                | Partis communistes (PCPE–PCPC–PCPA)                              | Partis communistes (PCPE–PCPC–PCPA)                              | 17 061     | 0,07  | 0,04  | 0      | en stagnation |
|                                                | Parti communistes des travailleurs espagnols (PCTE)              | Parti communistes des travailleurs espagnols (PCTE)              | 14 022     | 0,05  | Nv.   | 0      | en stagnation |
|                                                | Autres partis                                                    | Autres partis                                                    | 79 790     | 0,39  | -     | 0      | en stagnation |
|                                                | Vote blanc                                                       | Vote blanc                                                       | 199 836    | 0,76  | 0,02  |        |               |
|                                                |                                                                  |                                                                  |            |       |       |        |               |
| Suffrages exprimés                             | Suffrages exprimés                                               | Suffrages exprimés                                               | 26 201 371 | 98,95 |       |        |               |
| Votes nuls                                     | Votes nuls                                                       | Votes nuls                                                       | 276 769    | 1,05  |       |        |               |
| Total                                          | Total                                                            | Total                                                            | 26 478 140 | 100   | -     | 350    | en stagnation |
| Abstention                                     | Abstention                                                       | Abstention                                                       | 10 420 743 | 28,24 |       |        |               |
| Inscrits/Participation                         | Inscrits/Participation                                           | Inscrits/Participation                                           | 36 898 883 | 71,76 |       |        |               |

### Sénat
|                                |                                                                  |                                                                  |               |               |  |  |  |
| Parti                          | Parti                                                            | Parti                                                            | Élus          | +/-           |  |  |  |
|                                | Parti socialiste ouvrier espagnol (PSOE)                         | Parti socialiste ouvrier espagnol (PSOE)                         | 123           | 80            |  |  |  |
|                                | Parti populaire (PP)                                             | Parti populaire (PP)                                             | 55            | 75            |  |  |  |
|                                | Gauche républicaine de Catalogne-Sobiranistes (ERC-Sobiranistes) | Gauche républicaine de Catalogne-Sobiranistes (ERC-Sobiranistes) | 11            | 1             |  |  |  |
|                                | Parti nationaliste basque (EAJ/PNV)                              | Parti nationaliste basque (EAJ/PNV)                              | 9             | 4             |  |  |  |
|                                | Ciudadanos (Cs)                                                  | Ciudadanos (Cs)                                                  | 5             | 5             |  |  |  |
|                                | Junts                                                            | Junts                                                            | 2             | en stagnation |  |  |  |
|                                | Groupement socialiste gomérien (ASG)                             | Groupement socialiste gomérien (ASG)                             | 1             | en stagnation |  |  |  |
|                                | Euskal Herria Bildu (EH Bildu)                                   | Euskal Herria Bildu (EH Bildu)                                   | 1             | 1             |  |  |  |
|                                | Union du peuple navarrais (UPN)                                  | Union du peuple navarrais (UPN)                                  | 1             | 1             |  |  |  |
|                                |                                                                  | Podemos                                                          | 0             | 16            |  |  |  |
|                                | Cambio-Aldaketa                                                  | 0                                                                | en stagnation |               |  |  |  |
| Total coalition Unidas Podemos | Total coalition Unidas Podemos                                   | 0                                                                | 16            |               |  |  |  |
|                                | Coalition Compromís                                              | Coalition Compromís                                              | 0             | en stagnation |  |  |  |
|                                | Coalition canarienne-Parti nationaliste canarien (CC–PNC)        | Coalition canarienne-Parti nationaliste canarien (CC–PNC)        | 0             | 1             |  |  |  |
|                                | Vox                                                              | Vox                                                              | 0             | en stagnation |  |  |  |
|                                |                                                                  |                                                                  |               |               |  |  |  |
| Total                          | Total                                                            | Total                                                            | 208           | en stagnation |  |  |  |

## Conséquences
Fort de son arrivée en tête lors du scrutin, Pedro Sánchez annonce son intention de former un gouvernement minoritaire plutôt qu'un gouvernement de coalition. Il cherche pour cela à s'entendre avec Unidas Podemos et les petits partis régionalistes et nationalistes pour obtenir leur soutien sans participation, ce qu'il est pressenti d'obtenir sans grande difficulté, lui permettant d'entamer un nouveau mandat. Le 6 juin, il est chargé par le roi de la formation d'un nouveau gouvernement.

### Négociations bloquées entre Sánchez et Podemos
Les négociations avec Podemos s'avèrent cependant plus difficiles que prévu, son dirigeant Pablo Iglesias exigeant un cabinet de coalition au sein duquel sa formation obtiendrait donc des ministères, ce que Sánchez refuse. Ce dernier souhaite en effet limiter cette coopération à la définition de politiques communes et l'attribution de postes influents dans l'administration, mais pas davantage. Par la suite, le PSOE accepte l'intégration de membres de Podemos mais sans Iglesias et les autres ténors du parti, tandis que les adhérents de celui-ci se prononcent en faveur d'une « coalition intégrale » au sujet des postes de ministres et du programme de gouvernement, plutôt qu'un soutien sans participation. Podemos se sert notamment de la situation dans la région de La Rioja pour démontrer sa détermination : disposant d'une seule députée au Parlement, indispensable pour mettre fin à 24 ans de gouvernement du Parti populaire, elle vote contre l'investiture de la candidate du PSOE, empêchant l'alternance.
Les négociations sont finalement rompues à une semaine du vote d'investiture, convoqué le 23 juillet. À défaut d'obtenir la majorité absolue des votes des parlementaires, un second tour à la majorité relative est prévu deux jours plus tard. Le secrétaire général du PSOE cherche au cours des jours suivants à convaincre Ciudadanos et le Parti populaire de s’abstenir pour éviter une nouvelle crise politique, sans succès. Un échec de Pedro Sánchez à obtenir la confiance du Congrès des députés ouvrirait un délai de deux mois à l'issue duquel, en l'absence d'investiture, de nouvelles élections serait convoquées,. Pour sa part, le PSOE annonce qu'en cas de rejet de l'investiture du président du gouvernement, de nouvelles élections seront convoquées et que Sánchez ne se soumettra pas une nouvelle fois à l'examen de la chambre basse. Le 19 juillet, dans le but de débloquer la situation, Iglesias renonce à entrer au gouvernement et les tractations reprennent.

### Échec du vote d'investiture
Lors de la présentation de son programme le 22 juillet, Sánchez multiplie les propositions et les promesses d'actions rejoignant les revendications de Podemos, dans le but affiché de séduire les députés de la gauche radicale. Les dirigeants de Podemos accusent cependant les socialistes de ne leur proposer qu'un « rôle de figuration », sans aucun ministère régalien ni portefeuille marqué à gauche, tels le Travail, les Finances, la Transition écologique ou l'Égalité. Pablo Iglesias avertit ainsi que sans gouvernement de coalition, Pedro Sánchez ne sera « jamais président » du gouvernement. La situation se complique le 23 avec l'intervention du porte-parole des indépendantistes catalans d'ERC Gabriel Rufián, qui prend la forme d'un ultimatum. Reprochant à Sánchez de n'avoir qu'a peine mentionné la Catalogne dans son discours de politique générale, il donne 48 heures aux deux dirigeants de gauche pour se mettre d'accord, menaçant de ne pas faire s'abstenir sa formation, un prérequis indispensable pour la reconduction de Sánchez.
Lors du premier vote le 23 juillet, Sánchez reçoit seulement 124 voix favorables, soit 52 de moins que le minimum constitutionnel requis, 170 voix contre et 52 abstentions, quatre parlementaires étant absents car placés en détention provisoire. Seul le Parti régionaliste de Cantabrie soutient, avec le PSOE, son maintien au pouvoir, tandis que le Parti populaire, Ciudadanos, Vox, ERC et Ensemble pour la Catalogne (JxCat) notamment, s'y opposent. En sus du Parti nationaliste basque, Unidas Podemos fait le choix de s'abstenir afin de démontrer sa bonne volonté dans la poursuite des négociations de coalition.
Le lendemain, les discussions reprennent sur la base d'une nouvelle proposition transmise par le PSOE à Podemos. Tandis que les socialistes parlent de leur dernière offre et appellent à la conclusion immédiate des négociations, leurs interlocuteurs jugent qu'il n'y a « aucune avancée ». Dans la soirée du 24 juillet, les échanges sont à nouveau rompus, tandis que Gabriel Rufián tente une médiation afin de favoriser un accord permettant l'abstention de la Gauche républicaine, donc l'investiture de Sánchez,,,. À deux heures du second vote, Podemos présente une nouvelle proposition, qui les voit renoncer à toute prétention dans les domaines des finances publiques et de la transition écologique et se limiter à trois ministères et une vice-présidence, mais elle est rejetée par le PSOE qui s'en tient à son offre de la veille. Le scrutin voit le rejet de la candidature de Sánchez, qui recueille 124 voix pour, 155 contre et 67 abstentions.

### Suites

#### Réactions immédiates
L'incapacité du Congrès à investir un président du gouvernement ouvre, à partir du 23 juillet, un délai de deux mois à l'issue duquel de nouvelles élections seront convoquées si aucun chef de l'exécutif n'est élu dans cet intervalle. Au soir du vote, Sánchez affirme qu'il « ne jette pas l'éponge » et annonce de nouveaux échanges avec le Parti populaire, Ciudadanos et Unidas Podemos pour tenter de débloquer la situation. Au matin du 26 juillet, la vice-présidente du gouvernement Carmen Calvo précise que le PSOE abandonne tout projet de gouvernement de coalition, estimant qu'il n'y a pas « de voie dans cette direction » car « Unidas Podemos a fermé la porte à ce scénario ».
La porte-parole parlementaire de Podemos Irene Montero indique de son côté que son parti souhaite toujours un exécutif partagé, mais juge que c'est aux socialistes de faire le premier pas et qu'il « n'y a pas de vacances qui vaillent, rien ne sert d'attendre septembre », puisque « si nous le voulons, nous pouvons commencer à négocier tout de suite ». La direction de la Gauche unie (IU), composante d'Unidas Podemos, se prononce pour sa part en faveur d'un accord programmatique sans participation au gouvernement, si cela permet d'éviter la répétition électorale, en cas d'échec à former une coalition et en se basant sur l'accord signé en 2018 par Sánchez et Iglesias pour établir le projet de loi de finances.
Les négociations restent au point mort presque tout au long du mois d'août. Podemos finit le 27 par proposer un accord revoyant considérablement ses prétentions à la baisse, les ministères du Travail et de la Transition écologique n'y étant plus exigés. Ce dernier, rendu méfiant par les négociations infructueuses de mois de juillet, y oppose une fin de non recevoir, jugeant invivable l'existence de deux gouvernements au sein d'un même conseil des ministres, et évoquant d'« importantes différences » sur plusieurs questions régaliennes dont la Catalogne. Les socialistes s'opposent en effet au souhait de Podemos d'y organiser un référendum, préférant une réforme du statut d'autonomie.

#### Nouvel échec et répétition électorale
Le 5 septembre, Sánchez réitère son intention de former un gouvernement minoritaire, sur l'exemple du Portugal, en proposant un programme commun contenant notamment l'annulation des réformes du marché du travail et des retraites de son prédécesseur Mariano Rajoy, la revalorisation des retraites et du salaire minimum — de 900 à 1125 euros mensuels —, l'augmentation des dépenses de santé et d’éducation, et le contrôle des loyers. Le coût du programme est estimé entre 30 et 36 milliards d'euros sur la durée de la législature, une dépense financée par la mise en place d'un impôt minimum de 15 % sur les entreprises qui monterait à 18 % pour les banques, la création d'une taxe sur les transactions financières, et une hausse de la fiscalité verte,. Bien que reconnaissant des affinités avec un tel programme, Pablo Iglesias déplore « l’incapacité » selon lui de Pedro Sánchez « à comprendre qu'il doit partager les responsabilités », rejetant à nouveau tout gouvernement qui ne soit pas de coalition. Le programme économique dévoilé par le dirigeant du PSOE est vu comme un possible programme pour les éventuelles élections à venir. Le 11, les deux dirigeants se rejettent à nouveau la responsabilité du blocage, tout en assurant l'un l'autre qu'un accord serait préférable à leurs yeux que de nouvelles élections. Le 12 septembre, le PSOE rejette un nouveau compromis de Podemos, qui les aurait vu siéger au gouvernement pendant une année, puis, en cas de désaccord à l'issue de cette période d'essai, quitter le gouvernement tout en maintenant leur confiance à un gouvernement minoritaire.
Les 16 et 17 septembre, le roi Felipe VI lance de nouvelles consultations dans le but d'éviter de nouvelles élections. Le 17 septembre, Ciudadanos propose son abstention et celle du PP lors du vote d'investiture, en échange d'une promesse de Sánchez de ne pas gracier les séparatistes catalans en cas de condamnation éventuelle, et de rompre la coalition régionale du PSOE avec les nationalistes basques de Bildu en Navarre, au profit des partis de droite, ce que Sánchez refuse. La proposition, assortie de conditions inacceptables pour le PSOE, est vue comme une manière pour Ciudadanos de se dédouaner de l'échec collectif des négociations. Prenant acte de la situation de blocage entre les partis, le souverain ne propose aucun candidat à la présidence du gouvernement, ouvrant la voie à la très probable convocation de nouvelles élections,. La dissolution est prononcée le 23 septembre et prend effet le lendemain, menant à la convocation de nouvelles élections pour le 10 novembre suivant.